# Karl Meirowsky
Karl (auch Carl) Leopold Meirowsky (* 28. September 1919 in Berlin; † 24. April 1980 in Heidelberg) war ein deutscher Kunsthistoriker und Kabarettist.

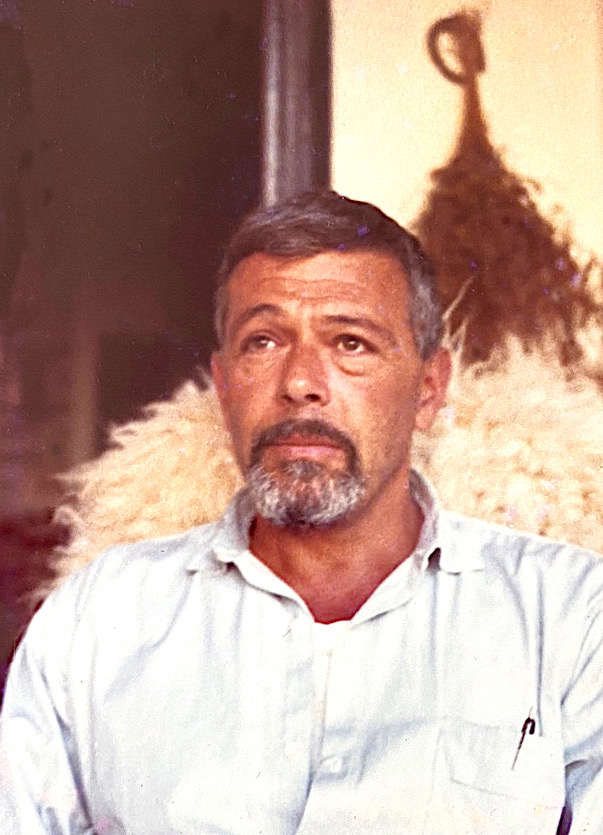
Karl Meirowsky

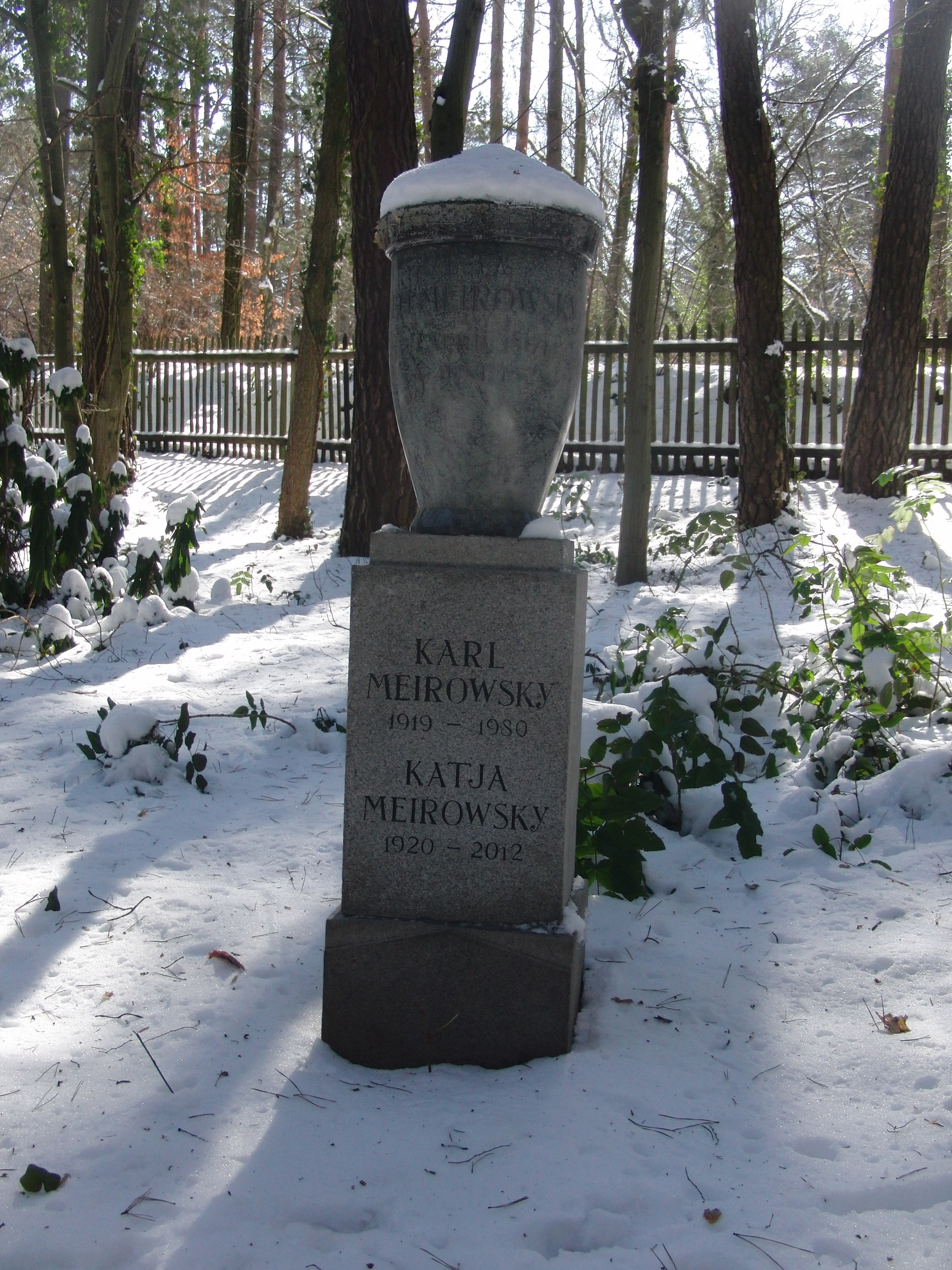
Grabstätte von Leo, Karl und Katja Meirowsky auf dem Wilmersdorfer Waldfriedhof in Stahnsdorf bei Berlin

Er entstammte einer angesehenen Berliner jüdischen Familie. Sein Vater Leo Meirowsky (1. April 1864 bis 7. Juni 1928), Mitbegründer der Meirowsky Co. war Kaufmann und Unternehmer u. a. in Indien. Seine Mutter Elsbeth Meirowsky, geb. Maretzki (* 29. April 1884 in Neidenburg) war Augenärztin und hatte im Ersten Weltkrieg an der Front gedient. Sie und ihre Tochter Rose Eveline (* 24. August 1924) wurden am 2. April 1942 von Gleis 17 im Grunewald in Berlin zunächst in das Warschauer Ghetto transportiert und schließlich ermordet. (Rose starb offenbar in Trawniki.) Beider genaues Todesdatum ist nicht bekannt.
Karl Meirowsky war der Neffe des Dermatologen Emil Meirowsky und des Industriellen und Kunstsammlers Max Meirowsky.
Karl Meirowsky war 1938 in der Privatschule Kunst und Werk (vormals Reimann Schule) als Schüler eingeschrieben und wurde noch im selben Jahr im November im KZ Sachsenhausen interniert. Nur wenige Monate später konnte er von seinem Onkel Max Meirowsky freigekauft werden und gelangte 1939 nach England. Hier promovierte er zum Doktor der Kunstgeschichte. Es folgte ein Kanadaaufenthalt. 1947 kehrte er nach Berlin zurück, wo er für die US-amerikanische Militärregierung arbeitete und Direktor des Berlin-Büros der Hebrew Immigrant Aid Society (HIAS) wurde. Zurück in Berlin heiratete Karl seine Jugendliebe aus Vorkriegstagen die Malerin Katja Meirowsky (geb. Casella). Beide gelten als Mitbegründer des Berliner Künstlerkabaretts „Die Badewanne“. 1953 wanderten Katja und Karl Meirowsky nach Ibiza aus. Im Jahr 1959 bemühte sich Karl Meirowsky offenbar um Wiedergutmachung bei Berliner Ämtern. Karl ist mit seiner Frau Kaja Meirowsky auf dem Wilmersdorfer Waldfriedhof in Stahnsdorf im Gemeinschaftsgrab mit seinem Vater Leo Meirowsky beerdigt.

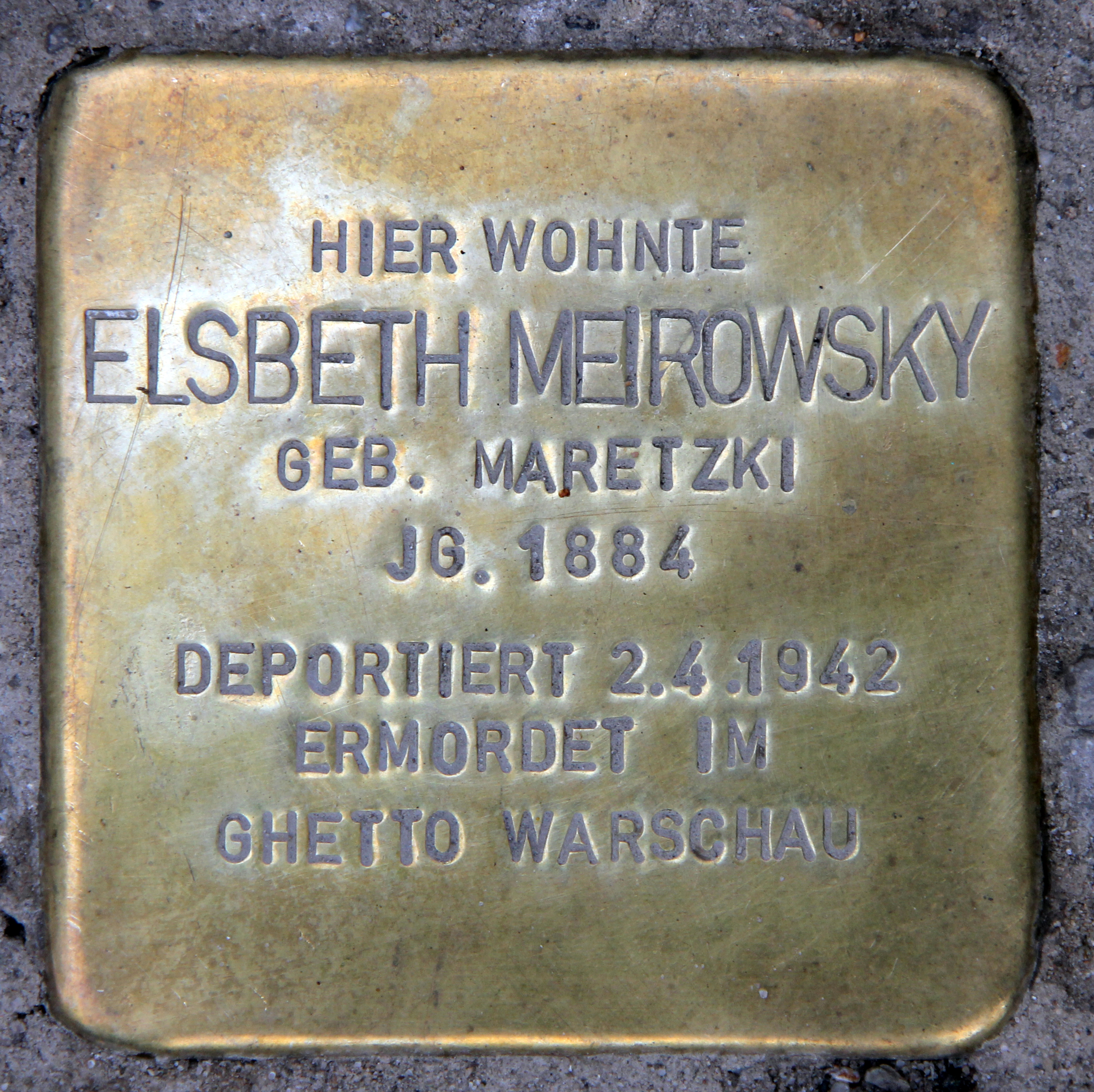
Stolperstein für Elsbeth Meirowsky
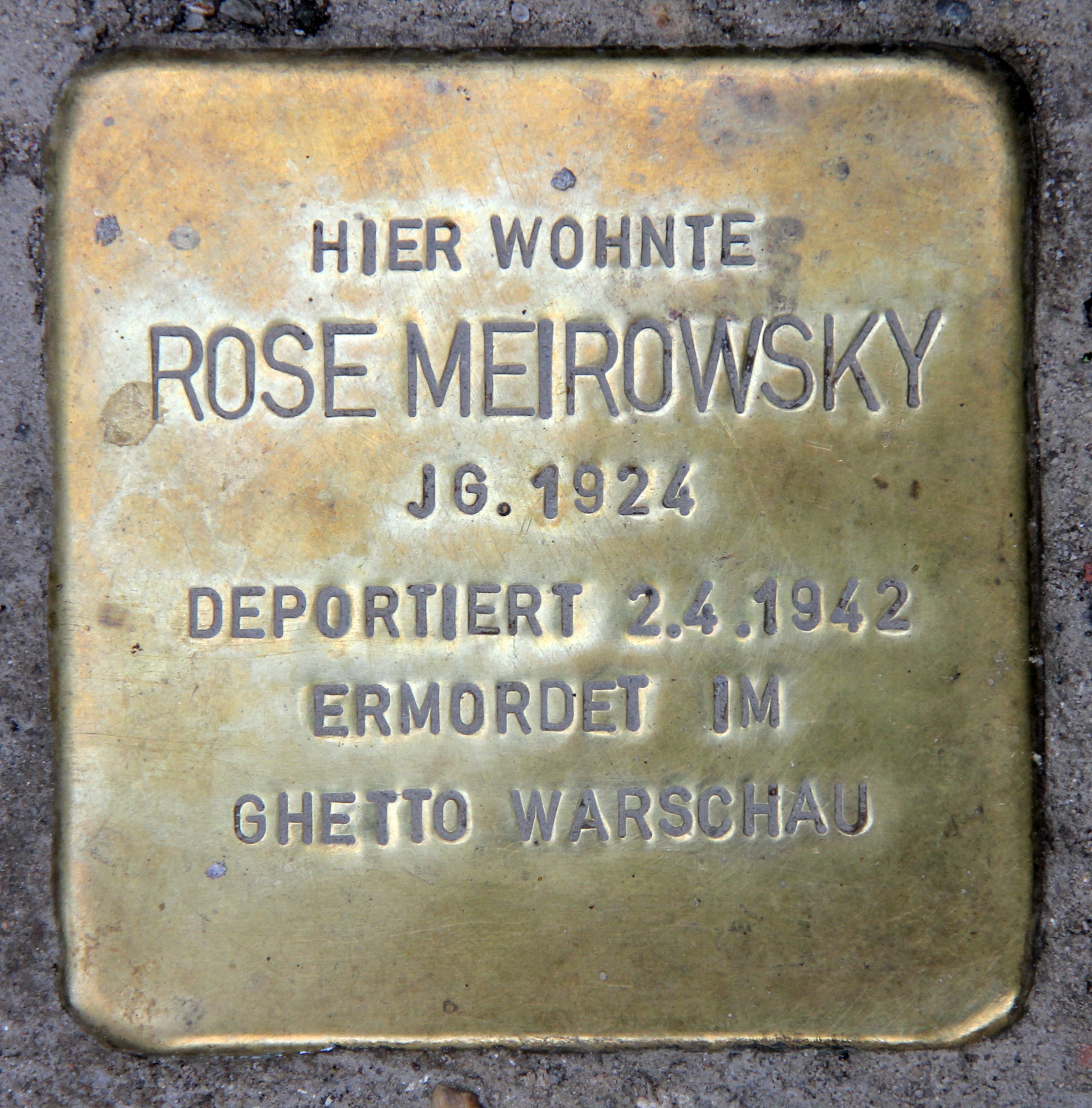
Stolperstein für Rose Meirowsky